# دانيلا بينيت
دانيلا بينيت هي كاتِبة كندية، ولدت في 1950.

## وصلات خارجية
- الموقع الرسمي